# Marina Gallego
Marina Gallego Durán (Palma de Mallorca, 1983) es una deportista española que compitió en vela en la clase 470.
Ganó una medalla de bronce en el Campeonato Europeo de 470 de 2006. Fue campeona mundial de la clase Snipe en 2008 y subcampeona en 2012.
A nivel nacional y en la clase 470, ganó el Campeonato de España de 2014 y la Semana Olímpica Andaluza de 2015.

## Palmarés internacional
| \| Campeonato Europeo \| Campeonato Europeo \| Campeonato Europeo \| Campeonato Europeo \| \| Año \| Lugar \| Medalla \| Clase \| \| ------------------ \| ---------------------- \| ------------------ \| ------------------ \| \| 2006 \| Balatonfüred (Hungría) \| Medalla de bronce \| 470 \| |                        |                   |       |
| Campeonato Europeo |                        |                   |       |
| Año | Lugar                  | Medalla           | Clase |
| 2006 | Balatonfüred (Hungría) | Medalla de bronce | 470   |